# US Open i tennis 2009
US Open i tennis 2009 var den 128:e upplagan av tävlingen och sportens fjärde Grand Slam-turnering under året. Den spelades under tiden 31 augusti–13 september. Se även US Open i tennis.

## Vinnare i seniorklassen

### Damsingel
(WC)  Kim Clijsters vann över (9)  Caroline Wozniacki med 7-5, 6-3

### Herrsingel
(6)  Juan Martín del Potro vann över (1)  Roger Federer med 3-6, 7-6, 4-6, 7-6, 6-2

### Damdubbel
(4)  Serena Williams /  Venus Williams vann över (1)  Cara Black /  Liezel Huber med 6-2, 6-2

### Herrdubbel
(4)  Lukáš Dlouhý /  Leander Paes vann över (3)  Mahesh Bhupathi /  Mark Knowles med 3-6, 6-3, 6-2

### Mixed dubbel
(WC)  Carly Gullickson /  Travis Parrott vann över (2)  Cara Black /  Leander Paes med 6-2, 6-4